# Società Sportiva Tritium 1908 2009-2010
Questa pagina raccoglie le informazioni riguardanti la Società Sportiva Tritium 1908 nelle competizioni ufficiali della stagione 2009-2010.

## Risultati

### Serie D

#### Poule scudetto
| 30 maggio 2010 Giornata 1 | Tritium | 0 – 0 | Montichiari |  |

| 6 giugno 2010 Giornata 2 | Savona | 4 – 1 | Tritium |  |